# Dávid Bobál
Dávid Bobál (Pásztó, 31 agosto 1995) è un calciatore ungherese, difensore dell'MTK Budapest.

## Biografia
Ha un fratello gemello, Gergely, anch'egli calciatore con il quale ha militato insieme più volte nella propria carriera.

## Caratteristiche tecniche
Difensore centrale forte fisicamente con ottime doti difensive e dalla buona visione di gioco, può essere impiegato anche come terzino sinistro.

## Carriera

### Club
Muove i primi passi nel Pásztói ULC club dilettantistico del suo paese, successivamente passa al Salgótarján ritorvando il suo fratello gemello Gergely, nel 2007 approda al Vasas dove resterà fino al 2010 anno del trasferimento al REAC prima di passare all'Honvéd. Con il club di Kispest fa tutta la trafila nelle giovanili fino ad arrivare nel giro della prima squadra nella stagione 2013-14 riuscendo a debuttare all'ultima giornata di campionato contro il Debrecen subentrando all'82º minuto a Filip Holender, la stagione successiva viene mandato in prestito per fargli fare esperienza al Sopron club ungherese militante in NBII con la squadra biancoviola segna già all'esordio avvenuto il 6 settembre 2014 nel 2-2 contro lo Szolnok. Nel corso dell'annata diviene uno dei titolari della difesa saltando pochissime partite contando a fine stagione 24 presenze ed una rete, tornato all'Honvéd sarà uno degli inamovibili sotto la guida del mister Marco Rossi che nella sua prima stagione lo impiegherà in 31 delle 33 partite in programma trovando la via della rete 2 volte rispettivamente contro Újpest e Diósgyőr. Il 27 maggio 2017 dopo aver vinto lo scontro al vertice per 1-0 contro il Videoton si laurea insieme al resto della squadra campione d'Ungheria. La stagione successiva resta ancora tra i titolari inamovibili della difesa giocando un'ottima stagione sotto il piano personale segnando 2 reti in 23 incontri aiutando la squadra a piazzarsi al 4º posto e a raggiungere l'ultimo posto valido per l'Europa League 2018-2019.
Il 5 luglio 2018 dopo 8 anni scaduto il contratto con il club di Kispest si trasferisce ai cechi del Dukla Praga firmando un contratto triennale. Dopo che viene convocato per le prime due partite di campionato della stagione il 2 agosto si infortuna all'articolazione della caviglia durante una sessione di allenamento, impossibilitato a debuttare con la squadra ceca ritorna in patria firmando con il Paks dividendosi tra prima e seconda squadra dove riuscirà anche a segnare un gol.
Nella stagione 2019-20 firma un contratto annuale con lo Zalaegerszeg ritrovando suo fratello. Fa il suo debutto il 14 settembre nella sconfitta contro il Diosgyor, segnando la prima rete con il club bianco blu il 7 giugno in occasione della partita vinta per 2-0 sul Puskás Akadémia facendo segnare anche un particolare e curioso record, infatti tutte e due le reti servite per la vittoria sono state siglate entrambe dai fratelli Bobál.
Il 7 giugno 2022 dopo una stagione piena di infortuni nella quale riesce comunque a conquistare la fascia da capitano, dopo 77 presenze complessive e 4 gol, il club annuncia l'interruzione del rapporto con lui.
Andato via dal club bianco blu si trasferisce al Mezőkövesd-Zsóry, ritrovando per l'ennesima volta in carriera il fratello Gergely. Scarsamente utilizzato, a gennaio si trasferisce in prestito all'MTK Budapest in seconda divisione. Al termine della stagione classificandosi secondo alle spalle del Diósgyőr viene promosso in prima divisione dopo un solo anno di distanza.

### Nazionale
Inizia la trafila con la Nazionale ungherese nel 2010 con l'Under-16 disputando sei partite divenendo un punto fermo della selezione giovanile, nel 2011 è chiamato dall'Under-17 dove rimane fino al 2012 scendendo in campo in tre partite prima di essere convocato con l'Under-19 nel 2013 con cui ha all'attivo una presenza. Dal 2016 fa parte dell'Under-21 dove ha all'attivo due presenze.

## Statistiche

### Presenze e reti nei club
Statistiche aggiornate all'11 settembre 2017.
| Stagione            | Squadra             | Campionato          | Campionato | Campionato | Coppe nazionali | Coppe nazionali | Coppe nazionali | Coppe continentali | Coppe continentali | Coppe continentali | Altre coppe | Altre coppe | Altre coppe | Totale | Totale |
| Stagione            | Squadra             | Comp                | Pres       | Reti       | Comp            | Pres            | Reti            | Comp               | Pres               | Reti               | Comp        | Pres        | Reti        | Pres   | Reti   |
| ------------------- | ------------------- | ------------------- | ---------- | ---------- | --------------- | --------------- | --------------- | ------------------ | ------------------ | ------------------ | ----------- | ----------- | ----------- | ------ | ------ |
| 2013-2014           | Honvéd II           | NBIII               | 28         | 4          | -               | -               | -               | -                  | -                  | -                  | -           | -           | -           | 28     | 4      |
| 2013-2014           | Honvéd              | NBI                 | 1          | 0          | MK+MLK          | 1+2             | 0+0             | UEL                | 0                  | 0                  | -           | -           | -           | 4      | 0      |
| 2014-2015           | Sopron VSE          | NBII                | 24         | 1          | MK+MLK          | 0+6             | 0+1             | -                  | -                  | -                  | -           | -           | -           | 30     | 2      |
| 2015-2016           | Honvéd              | NBI                 | 31         | 2          | MK              | 1               | 0               | -                  | -                  | -                  | -           | -           | -           | 32     | 2      |
| 2016-2017           | Honvéd              | NBI                 | 24         | 2          | MK              | 2               | 0               |                    | -                  | -                  | -           | -           | -           | 26     | 2      |
| 2017-2018           | Honvéd              | NBI                 | 23         | 2          | MK              | 1               | 0               | UCL                | 2                  | 0                  | -           | -           | -           | 26     | 2      |
| Totale Honvéd       | Totale Honvéd       | Totale Honvéd       | 79         | 6          |                 | 7               | 0               |                    | 2                  | 0                  |             | -           | -           | 88     | 6      |
| 2018-feb. 2019      | Dukla Praga         | 1L                  | 0          | 0          | CRC             | 0               | 0               | -                  | -                  | -                  |             | -           | -           | 0      | 0      |
| feb.-giu. 2019      | Paks II             | NBIII               | 4          | 1          | -               | -               | -               | -                  | -                  | -                  | -           | -           | -           | 4      | 1      |
| feb.-giu. 2019      | Paks                | NBI                 | 5          | 0          | MK              | 2               | 0               | -                  | -                  | -                  | -           | -           | -           | 7      | 0      |
| 2019-2020           | Zalaegerszeg        | NBI                 | 25         | 1          | MK              | 6               | 0               | -                  | -                  | -                  | -           | -           | -           | 31     | 1      |
| 2020-2021           | Zalaegerszeg        | NBI                 | 32         | 0          | MK              | 4               | 3               | -                  | -                  | -                  | -           | -           | -           | 36     | 3      |
| 2021-2022           | Zalaegerszeg        | NBI                 | 9          | 0          | MK              | 1               | 0               |                    | -                  | -                  |             | -           | -           | 10     | 0      |
| Totale Zalaegerszeg | Totale Zalaegerszeg | Totale Zalaegerszeg | 66         | 1          |                 | 11              | 3               |                    | -                  | -                  |             | -           | -           | 77     | 4      |
| 2022-gen. 2023      | Mezőkövesd-Zsóry    | NBI                 | 9          | 0          | MK              | 2               | 0               |                    | -                  | -                  |             | -           | -           | 11     | 0      |
| gen.-giu. 2023      | MTK Budapest        | NBII                | 17         | 0          | MK              | 1               | 0               |                    | -                  | -                  |             | -           | -           | 18     | 0      |
| Totale carriera     | Totale carriera     | Totale carriera     | 232        | 13         |                 | 29              | 4               |                    | 2                  | 0                  |             | -           | -           | 263    | 17     |

## Palmares

### Club

#### Competizioni nazionali
- Campionato ungherese: 1

Honvéd: 2016-2017